# Luminator Bernocchi
Luminator Bernocchi es un lámpara creada en 1926 Según la idea de Antonio Bernocchi, por un joven arquitecto italiano Luciano Baldessari en Milán. Este prototipo fue presentado por primera vez en el Feria de Milán por el empresario Antonio Bernocchi. En 1929, se presentó luego en el pabellón italiano en la Exposición Internacional en Barcelona.
El Luminator Bernocchi se hizo por primera vez por Antonio Bernocchi. De este proyecto surgió la idea de crear la primera Museo en el mundo dedicado no sólo al arte sino también al diseño. Así fue como la familia Bernocchi decidió construir un museo y donarlo a la ciudad de Milán. Este edificio es el Palacio Bernocchi Triennale.

## Temas relacionados
- Premio Mylius-Bernocchi

## Otros sitios web
- Lombardia Beni Culturali Luminator Bernocchi
- Luminator Bernocchi archivio Baldessari, Casva Comune di Milano, Università Politecnico di Milano
- Made in Italy  por el Instituto Cultural Google

- Datos: Q22703904